# 고근산
고근산(孤根山)은 대한민국 제주특별자치도 서귀포시 신시가지를 감싸고 있는 기생화산으로 정상에 깊지 않은 원형분화구를 갖고 있는 오름(측화산)이다. 높이가 396m로 지표에서 171m, 둘레 4,324m로 되어 있는 산이다.

## 위치
고근산(孤根山)은 고공산으로 불리는 해발 396m 고지로 평지 한가운데가 우뚝 솟은 오름이라고 해 부르게 되었다는 설과 근처에 산이 없어 외롭다는 데서 유래됐다는 설이 있지만 정상에서 바라보면 한라산과 범섬 사이에서 서귀포칠십리가 보여지는 산이다.
제주특별자치도 서귀포시 서호동에 위치한 측화산으로 고근산은 서귀포시 신시가지를 감싸고 있는 기생화산으로 정상에 깊지 않은 원형분화구를 갖고 있는 오름이다. 그리 높은 곳에 자리잡고 있지는 않지만 툭 트인 곳에 위치하고 있기 때문에 산봉우리에 서면 멀리는 마라도에서부터 지귀도까지 제주바다와 서귀포시의 풍광을 한눈에 들여다 볼 수 있다.

## 범섬과 식생
고근산 남동사면 중턱의 "머흔저리"라고 하는 곳은 예전에 국상을 당했을 때 곡배하던 곡배단(哭排壇)이 있고, 남서사면 숲비탈에는 꿩사냥하던 강생이(강아지)가 떨어져 죽었다고 전해지는 강생이궤(수직동굴)이 있다. 오름 중턱에 삼나무, 편백나무, 해송, 상수리나무, 밤나무 등이 조림되어 있고, 정상 부근에는 자연석과 어우러져 사스레피나무, 예덕나무, 산철쭉이 군락을 이루고 있으나 예전에는 드물게 해송이 있는 풀밭오름이었다고 한다.

## 전해오는 이야기
서귀포시 서호리 서북쪽에 있는 고근산은 높이가 396m로 둘레는 약 700m쯤 되는 산으로 산 정상에 큰 구멍이 있는데, 땅속으로 곧장 뚫려 있어 그 깊이를 측량할 수가 없다고 전해진다. 예전에 서귀포에 문질(文秩)이라는 사람이 살았는데 하루는 재물을 잃어버려 문질은 한 사람을 의심하여 다그쳤다. 그 사람이 말하기를, “북쪽에 있는 구멍에 놓아두었다”고 했다. 문질이 그 사람의 말을 믿고 함께 구멍이 있는 곳에 이르러 밧줄로 그 사람을 묶어서 아래로 보내다가 그만 그 사람과 함께 그 깊은 구멍 속으로 추락하고 말았다. 그 사실을 알게 된 문질의 아들이 동아줄 백여 길(장, 丈)을 구하여 구멍으로 드리우자 문질이 붙잡고 위로 올라왔다. 문질이 말하기를 구멍의 바닥에 나뭇잎이 두텁게 쌓여 있어 다치지 않았다고 했다. 옛날에는 정의(旌義)·대정(大靜) 두 현이 이 산으로 경계를 삼았다고 한다.
고근산 앞의 범섬은 고려 말 ‘목호(牧胡)의 난’ 때 최영 장군의 마지막 승전지로 고려 공민왕 23년(1374) 최영 장군이 이끄는 토벌군은 명월포(한림 옹포리)를 통해 상륙한 후 금악, 새별오름 전투에서 목호들을 격퇴했다. 새별오름 전투에서 패한 난적, 목호는 오음벌판(지금의 강정마을)에 배수진을 쳤다. 이 싸움에서도 대패하면서 결국 서귀포 법환마을 앞 범섬에서 최후를 맞이했다고 전해진다.
문헌을 찾아보면 『신증동국여지승람』(대정), 『남사록』에 '고근산(孤根山)'이라 기재했다. 『탐라지』(대정)에 '고근산(孤根山)'이라 표기했는데, 이 산의 서북쪽 기슭에 있는 '강생이굴'에 얽힌 일화가 수록되어 있다. 『해동지도』(제주삼현) 등에 '고근산(古近山)'이라 했다. 『제주삼읍전도』에 '고공산(古公山)', 『제주군읍지』의 「제주지도」에 '고공산(古空山)', 『조선지지자료』에 '고공산(高拱山)', 『조선지형도』에 '고근산(孤根山)'으로 표기했다. 전설상의 거신(巨神) 설문대할망이 심심할 때면 한라산 정상부를 베개 삼고, 고근산 굼부리(분화구)에는 궁둥이를 얹어 앞바다 범섬에 다리를 걸치고 누워서 물장구를 쳤다는 전설이 있다.

## 같이 보기
- 산방산
- 넙게오름
- 남송악오름

## 참고 자료
- 「올레 제주여행 바이블」, 7-1코스 월드컵경기장~외돌개올레, 바앤다이닝 저, 상상출판(2010년, 84~87p)
- 「구석구석 제주올레길」, 7-1코스 서귀포월드컵경기장~외돌개(고근산), 박상준 저, 스타일북스(2011년,  207~211p)